# Sudirman Hadi
Sudirman Hadi (* 9. März 1996 in Pemenang) ist ein indonesischer Leichtathlet, der sich auf den Sprint spezialisiert hat.

## Sportliche Laufbahn
Erste internationale Erfahrungen sammelte Sudirman Hadi im Jahr 2013, als er bei den Jugendweltmeisterschaften in Donezk mit 11,42 s in der ersten Runde im 100-Meter-Lauf ausschied und über 200 Meter mit 22,65 s ebenfalls nicht über den Vorlauf hinauskam. 2016 nahm er dank einer Wildcard über 100 Meter an den Olympischen Sommerspielen in Rio de Janeiro teil und überstand dort die Vorausscheidung und schied dann mit 10,70 s im regulären Vorlauf aus. Im Jahr darauf kam er bei den Islamic Solidarity Games in Baku mit 10,79 s nicht über die Vorrunde über 100 Meter hinaus und 2023 siegte er mit der indonesischen 4-mal-100-Meter-Staffel in 39,11 s bei den Südostasienspielen in Phnom Penh. Anschließend verpasste er bei den Asienmeisterschaften in Bangkok mit 39,90 s den Finaleinzug mit der Staffel und schied über 100 Meter mit 10,60 s in der ersten Runde aus. 2025 belegte er mit der Staffel bei den Asienmeisterschaften in Gumi in 40,15 s den fünften Platz.
2019 wurde Hadi indonesischer Meister im 100-Meter-Lauf.

## Persönliche Bestzeiten
- 100 Meter: 10,36 s (−0,1 m/s), 9. August 2022 in Semarang
- 200 Meter: 21,74 s (+1,7 m/s), 16. September 2013 in Jakarta